# Cevins
Cevins is een gemeente in het Franse departement Savoie (regio Auvergne-Rhône-Alpes). De plaats maakt deel uit van het arrondissement Albertville. Cevins telde op 1 januari 2022 707 inwoners.

## Geografie
De oppervlakte van Cevins bedroeg op 1 januari 2022 32,66 vierkante kilometer; de bevolkingsdichtheid was toen 21,6 inwoners per km².

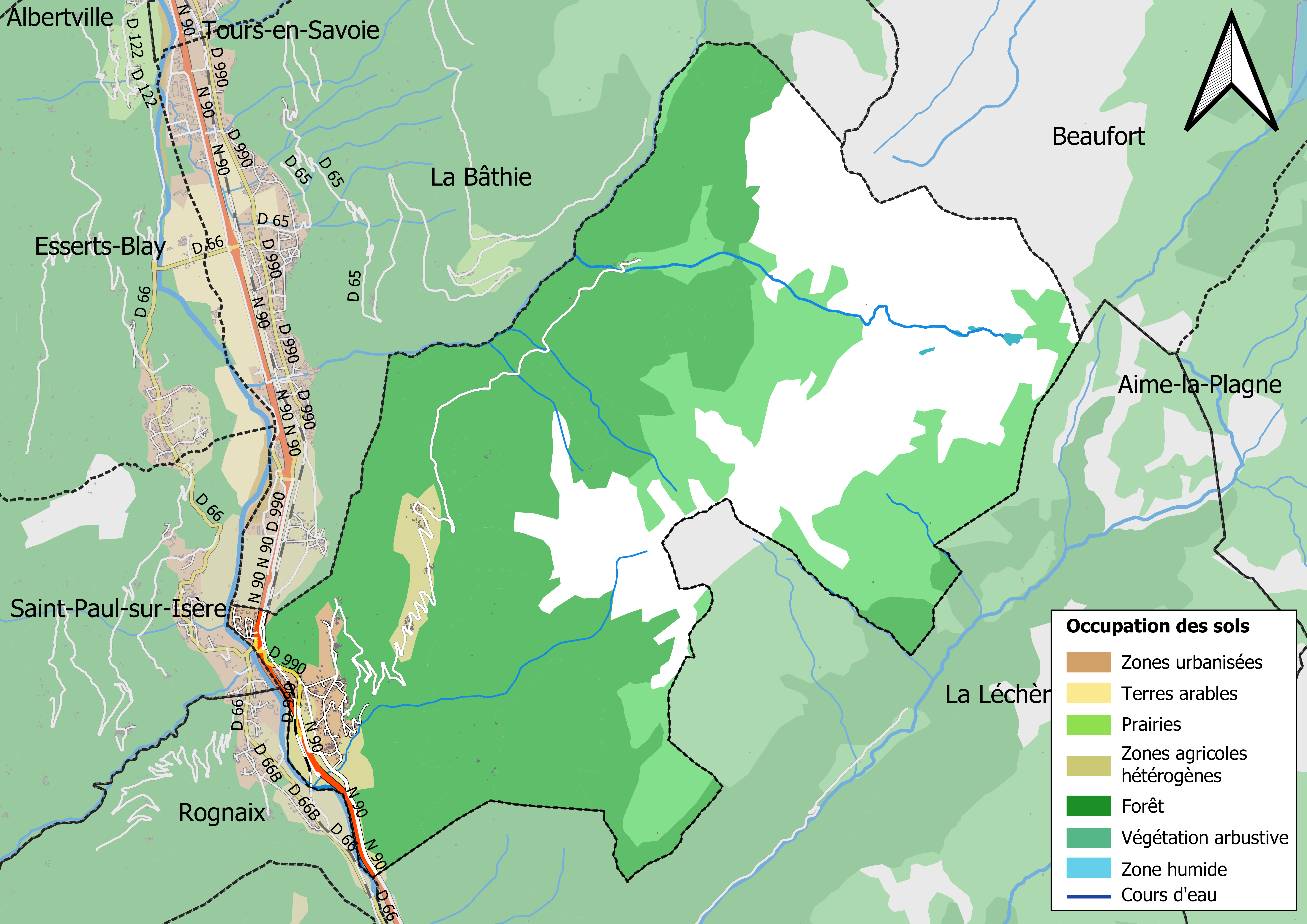
Kaart van de gemeente met de belangrijkste infrastructuur, bodemgebruik en omliggende gemeenten

## Demografie
Onderstaande figuur toont het verloop van het inwonertal (bron: INSEE-tellingen).